# Trobar braus
Il trobar braus è uno stile della poesia lirica trobadorica, incluso nel trobar ric o nel trobar clus, in cui vengono usate parole aspre e aride, allitterazioni, monosillabi e suoni stridenti, onde produrre effetti violenti, come in Q'en lici amar agr'onda.l reis de Dobra o En breu brisara.l temps braus di Arnaut Daniel.
          En breu brisara.l temps braus,

          e.ill bisa busin' els brancs

          qui s'entreseignon trastuich

          de sobre rams claus de fuoilla.

La poesia di Marcabru sarà comunque quella che diventerà il modello del trobar braus che, con i suoi suoni discordanti, stridenti e ritmi martellanti e violenti, si proponeva di moralizzare, purificare o... 
Con intenti diversi, questo stile verrà utilizzato dai trovatori successivi, come Peire d'Alvernhe e Raimbaut d'Aurenga (il quale ne creerà effetti umoristici). 
Al trobar braus Dante si ricollegherà con le sue "rime aspre e chiocce" o con le "petrose"
Al trobar braus si contrappone il trobar prim, il quale combina immagini di cose piccole e leggere con suoni "brevi, minuti e piani" per produrre una tessitura finemente elaborata, come per esempio in l'aura amara di Arnaut Daniel:
          L'aura amara    fals brouills brancutz

          clarzir    quel doutz espeissa ab fuoills,

          els letz    becs    dels auzels ramencs

          ten balps e mutz,    pars    e non-pars;

          per qu'eu m'esfortz    de far e dir    plazers

          a mains per liei    que m'a virat bas d'aut,

          don tem morir,    sils afans no m'asoma.

          [...]
Un altro esempio di stile trobar prim lo possiamo trovare in Cerverí de Girona:
          Ftohl! tu no pots ses amor far ne dire

          mots prims ni clars, qu'amor doble l'angeny

          [...]